# Adam Taggart
Adam Jake Taggart (ur. 2 czerwca 1993 w Perth) – australijski piłkarz występujący na pozycji napastnika w szkockim klubie Dundee United oraz w reprezentacji Australii. Znalazł się w kadrze na Mistrzostwa Świata 2014.